# Narodni kalendari

## Hrvatski narodni kalendar
- 1. mjesec u godini - siječanj
  - etimologija riječi
  - drugačiji hrvatski i ini slavenski nazivi: misec sičanj (hr), sečanj, sečko, koložeg (sr), sičen (ukr), golemi sečko (bug), leden (čes), studzen (blr), styczeń (pol), januar
  - Izreke, poslovice, anegdote, običaji, vjerovanja:

- 2. mjesec u godini - veljača
  - etimologija riječi
  - drugačiji hrvatski i ini slavenski nazivi: veljača, velje (hr), sretenjski mesec, veljača (sr), mali sečko (bug), svečan (slov), unior (čes), ljuti (blr, ukr), luty (pol), bokogrej (rus), februar
  - Izreke, poslovice, anegdote, običaji, vjerovanja: Mjesec kad se mačke veljaju, sparuju.

- 3. mjesec u godini - ožujak
  - etimologija riječi
  - drugačiji hrvatski i ini slavenski nazivi: marač, marčo (hr), marta, suhi, brezen, letnik, derikoža (sr), sušec (slov), brezen (čes), berezen (ukr), sakavik (blr), protaljnjik (starorus) март (bug), březen]] (češ), Kovo (lit), март (mak.), marzec (polj.), marec (slovač), marec (sloven), Mars (alb), mart
  - Izreke, poslovice, anegdote, običaji, vjerovanja: Što velje ne veljuje, to marčo nadoknađuje.

- 4. mjesec u godini - travanj
  - etimologija riječi
  - drugačiji hrvatski i ini slavenski nazivi: travanj, kwiecień (pol), april
  - Izreke, poslovice, anegdote, običaji, vjerovanja:

- 5. mjesec u godini - svibanj
  - etimologija riječi
  - drugačiji hrvatski i ini slavenski nazivi: maj (pol), svibjec, carski mesec, cvetnik, cvetalj (sr), veliki traven (slo), kveten (čes), traven (blr, ukr), travenj (rus)
  - Izreke, poslovice, anegdote, običaji, vjerovanja: Drvo je počelo svibati. (Počinje kolanje tekućina u biljkama, buđenje prirode.)

- 6. mjesec u godini - lipanj
  - etimologija riječi
  - drugačiji hrvatski i ini slavenski nazivi: lipjec (hr), crvenik, čerešnjar, trešnjar (sr), rožnik (slov), žetvar (bug), červen (čes, blr, ukr), czerwiec (pol), juni
  - Izreke, poslovice, anegdote, običaji, vjerovanja: Mjesec kad cvjetaju lipe.

- 7. mjesec u godini - srpanj
  - etimologija riječi: po upotrebi srpa, lat. serp
  - drugačiji hrvatski i ini slavenski nazivi: gorešnjak, žarki, srpanj, žetvar (sr), mali srpan (slov), červenec (čes), lipen (ukr, blr), lipiec (pol), červenj (rus), juli
  - Izreke, poslovice, anegdote, običaji, vjerovanja: Period žetve

- 8. mjesec u godini - kolovoz
  - etimologija riječi
  - drugačiji hrvatski i ini slavenski nazivi: kolovoz, gumnik (sr), veliki srpan (slov), žniven (blr), serpen (ukr, čes), sierpień (pol), august
  - Izreke, poslovice, anegdote, običaji, vjerovanja: Vrijeme pobiranja ljetine, odvoženje kolima, kosi se otava i odvozi u vozovima.

- 9. mjesec u godini - rujan
  - etimologija riječi: po staroslavenskoj riječi koja označava rujnu, tj. riđu boju
  - drugačiji hrvatski i ini slavenski nazivi: miholjski mesec, rujen, grozdober (sr), kimavec (slov), zari (čes), verasen (blr), veresen (ukr), wrzesień (pol), septembar
  - Izreke, poslovice, anegdote, običaji, vjerovanja: Vrijeme kad sve ruja, dozrijeva i iz nezrelog zelenog stanja prelazi u zrelost obično pokrivenu riđim koloritom.

- 10. mjesec u godini - listopad
  - etimologija riječi: Opadanje lišća. Pada list. Listopad.
  - drugačiji hrvatski i ini slavenski nazivi: listopad, šumopad (sr), vinotok (slov), kastričnik (blr), žovten (ukr), rijen (čes), październik (pol), oktobar
  - Izreke, poslovice, anegdote, običaji, vjerovanja:

- 11. mjesec u godini - studeni
  - etimologija riječi: Od stud, hladnoća.
  - drugačiji hrvatski i ini slavenski nazivi: mratinji mesec, gruden, studen (hr), listopad (slo, čes, pol, ukr), grudenj (rus), novembar
  - Izreke, poslovice, anegdote, običaji, vjerovanja:

- 12. mjesec u godini - prosinac
  - etimologija riječi
  - drugačiji hrvatski i ini slavenski nazivi: sruden, prosinac, koledar (sr), gruden (slo, ukr), grudzień (pol), prosinec (čes), snežan (blr), studenjij (rus), decembar
  - Izreke, poslovice, anegdote, običaji, vjerovanja:

## Kalendari biblijskog doba

### Kanaanski kalendar
- Etanim (STALNI POTOCI)
- Bul
- Abib (KLASJE)
- Ziv

## Seleucidski kalendar
- 7., 8., 9. mjesec u godini: Kislev
- 10. mjesec u godini: Tevet
- 11. mjesec u godini: Ševat
- 12. mjesec u godini: Adar
- 1. mjesec u godini: Nisan
- 2., 3. mjesec u godini: Siwan
- 4., 5., 6. mjesec u godini: Elu

## Babilonijski kalendar
- Dystros
- Xantique